# Print Screen

Клавиша Print Screen (слева)

Print Screen (сокращённо — PrtScr, PrtSc или Print Scrn) — клавиша на IBM PC-совместимой клавиатуре, обычно расположенная в секции с клавишами Break и Scroll Lock. Print Screen находится на одной кнопке с SysRq. В базовых операционных системах более ранних версий при нажатии Print Screen на стандартный порт принтера (обычно LPT1) передавалась точная копия текущего состояния экрана в ASCII кодах и, как правило, независимо от того, что в этот момент было на экране, оно распечатывалось.

## Использование Print Screen сегодня

Расположение клавиши Print Screen на клавиатуре IBM PC
(Windows, раскладка США)

Большинство современных операционных систем, использующих графический интерфейс, копируют изображение текущего состояния экрана в буфер обмена при нажатии клавиши Print Screen. Полученное таким образом изображение экрана называется скриншотом.
При нажатии комбинации Alt+Print Screen будет сделан снимок активного в данный момент окна. Например, в Microsoft Excel и Microsoft Word  нажатие клавиш Alt+Print Screen используется для создания копии диалогового окна (User Form).
После создания скриншота его можно вставить в любую программу, способную работать с изображениями, например MS Paint. Затем, можно распечатать его так, как есть, или же сохранить и провести обработку в этой или другой программе. Если скриншот был сделан в полноэкранном текстовом режиме, в буфер обмена помещается текст, который можно вставить в текстовом редакторе.
В некоторых GUI ОС Linux при нажатии на клавишу PrtScr открывается диалог сохранения скриншота с различными параметрами.